# 추억의 이름으로
추억의 이름으로는 1989년 공개된 대한민국의 영화이다.

## 배역
- 김지미 : 손 회장 역
- 김재이 : 재이 역
- 이덕화 : 장태호 역
- 윤일봉
- 심혜진 : 유경 역
- 최민경
- 한지일
- 진봉진

## 수상
- 1989년 제27회 대종상
  - 남우주연상 - 이덕화
  - 여우조연상 - 김지미
  - 신인감독상 - 유영진
  - 음향기술상 - 양대호
  - 조명상 - 김강일